# Doug Peden
James Douglas Peden, más conocido como Doug Peden (Victoria, Columbia Británica, 18 de abril de 1916 - Victoria, 11 de abril de 2005) fue un deportista canadiense que destacó en diferentes disciplinas. Era el hermano menor del ciclista William Peden.
Compitió en tenis, rugby, atletismo, natación, béisbol y sobre todo en baloncesto y ciclismo. En baloncesto, fue seleccionado para participar en los Juegos Olímpicos de Berlín, formando parte del equipo campeón de la medalla de plata.
En ciclismo se especializó en las carrera de seis días de las cuales consiguió siete victorias. También ganó un campeonato nacional en ruta. Cómo a reconocimiento de sus méritos, forma parte de diferentes Salones de la Fama.

## Palmarés en baloncesto
- 1936
  - Medalla de plata a los Juegos Olímpicos de Berlín en baloncesto

## Palmarés en ciclismo
- 1933
  - 1º en la Trans Canada
- 1937
  - 1º en los Seis días de Buffalo (con William Peden)
  - 1º en los Seis días de Toronto (con William Peden)
- 1938
  - 1º en los Seis días de San Francisco (con William Peden)
  - 1º en los Seis días de Montreal (con William Peden)
- 1939
  - Campeón del Canadá en ruta 
  - 1º en los Seis días de Nueva York (con William Peden)
  - 1º en los Seis días de Chicago (con William Peden)
- 1942
  - 1º en los Seis días de Chicago (con Cecil Yates)